# 大众高尔
大众高尔（英語：Volkswagen Gol）是一款由大众汽车公司出品的次紧凑型车，主要在拉丁美洲市场销售，定位为入门级汽车，自1980年以来一直是由大众巴西分公司生产，高尔在2003至2008年间亦曾由上汽大众引入至中国大陆市场，并进行了销售。而在1987年到1993年间，亦有高尔的几种衍生车型在北美进行了销售。由于其名字与大众高尔夫极为相似，因此有时也会被误认为高尔夫。
高尔从1987年到2014年的27年间都是巴西最畅销的汽车，自1988年以来一直是阿根廷最受欢迎的汽车，自1980年以来，南美洲已生产了大约500万辆高尔，2013年3月，大众宣布高尔及其衍生产品（包括Voyage、Saveiro以及Parati）的累计产量已达到了1000万辆，其名“高尔”（gol）一词源自葡萄牙语中的“goal”（进球）。

## 早期型号
第一代大众高尔于1980年发布，用于取代当时的大众甲壳虫（虽然直到1986年才正式停止在巴西生产，并且在1993年由当时的巴西总统伊塔馬爾·佛朗哥的推动下恢复生产），高尔提供两款1.3升风冷水平对置发动机，分别是使用单化油器的汽油版本（代号为BY）和使用双化油器的酒精版本（代号为BM），与这两款发动机搭配的是一个四速手动变速箱。由于其糟糕的性能，第一年的销量并不好。早期的风冷型号有两个外号，“Gol Chaleira”和“Batedeira”，因其特殊的发动机噪声。
1981年高尔开始提供1.6升风冷水平对置发动机，只提供使用双化油器的酒精版本（代号为BP），因此大众巴西利亚于次年停产。入门版本“Básica”改名为S，而高配的L版本则改名LS。外观方面更换了新的标志，后转向灯也从红色改为琥珀色。五月份发布了衍生的轿车版本，名为Voyage，标配初代帕萨特的MD型水冷发动机（后续的其他衍生车型同样使用这台发动机）。
1982年推出了名为Copa的特别版，配有合金轮毂、与车辆同色的保险杠、特殊内饰、雾灯和其他配件，用于纪念当年的世界杯。在这年也发布了衍生的旅行版本，名为Parati，九月份则发布了衍生的皮卡版本，名为Saveiro。
1984年的第十三届圣保罗车展就像是一份送给车迷们的礼物，无论是巴西的第一台超级跑车Hofstetter Turbo的问世，还是其他巴西汽车制造商推出的具有历史意义的车型。不过最重要的是高尔的第一个运动版本的亮相，GT版配备了经过改进的MD发动机，官方宣称功率为99马力，远高于Voyage和Parati的81马力，其934公斤的重量足以在不到11秒的时间内从0加速到100公里/小时，最高时速约为170公里/小时。前悬架采用了更硬的弹簧和更厚的防倾杆，并且减震器也进行了重新调教。制动卡钳的尺寸进行了调整，并且由于轮胎较宽，更换了转向比。它不仅性能优异，在外观和内饰方面也下足了功夫，像是拉力射灯、雾灯，185/60轮胎，14英寸Avus合金轮毂、车身同色格栅、前扰流板，漂亮的Kadron双出排气，Recaro运动座椅、帕萨特 TS的四辐式方向盘、转速表和带数字时钟的控制台。

## 停產
2022年底Gol停產，巴西發布了2023車款最後一個外觀升級的版本，限量1,000輛。2022年11月Polo Track取代了Gol，即簡配版的Polo Mk6。

## 引用
1. ↑  Glen, Simon. . . Veloce Publishing Ltd. 2003. ISBN 978-1-9037-0693-0.
2. ↑  . The Truth About Cars. 2011-03-26  [2022-06-17]. （原始内容存档于2022-01-20） （美国英语）.
3. ↑  . en.people.cn.   [2022-06-17].
4. 1 2  Rubens. . Curbside Classic. 2021-10-04  [2022-06-17]. （原始内容存档于2021-11-04） （美国英语）.
5. 1 2  . Motor1.com.   [2022-06-17]. （原始内容存档于2022-06-17） （英语）.
6. 1 2  . Jalopnik. 2022-04-01  [2022-06-17]. （原始内容存档于2022-09-17） （美国英语）.
7. ↑  . web.archive.org. 2013-04-17  [2022-06-17]. 原始内容存档于2013-04-17.
8. ↑  . 專汽之都.   [2022-09-25]. （原始内容存档于2022-09-25）.
9. ↑  Dias, Diego. . Motor1.com. 2022-11-11  [2024-07-08]. （原始内容存档于2024-02-21） （巴西葡萄牙语）.
10. ↑  Tavares, Nicolas. . Motor1.com. 2022-11-11  [2024-07-08]. （原始内容存档于2023-03-15） （巴西葡萄牙语）.